# Luigi Dadaglio
Luigi Dadaglio (Sezzadio, 28 september 1914 - Rome, 22 augustus 1990) was een Italiaans geestelijke en kardinaal van de Rooms-Katholieke Kerk.
Dadaglio bezocht het seminarie van Acqui en studeerde vervolgens aan de Pauselijke Lateraanse Universiteit in Rome. Hij werd op 22 mei 1937 priester gewijd en promoveerde vervolgens aan het Lateranum in de beide rechten. Hierna studeerde hij aan de Pauselijke Ecclesiastische Academie, de diplomatenopleiding van de Heilige Stoel.
In 1942 trad hij in dienst bij de Romeinse Curie, als medewerker van de afdeling Gewone Aangelegenheden. Van 1946 tot 1950 was hij secretaris op de apostolische nuntiatuur in Haïti en de Dominicaanse Republiek. Van 1950 tot 1953 was hij auditor op de apostolische delegatie in de Verenigde Staten. Van 1954 tot 1958 vervulde hij eenzelfde functie op de nuntiatuur in Australië. Hij werd in 1960 benoemd tot nuntius in Venezuela.
Paus Johannes XXIII benoemde hem in 1961 tot titulair aartsbisschop van Lero. Dadaglio nam deel aan het Tweede Vaticaans Concilie. Paus Paulus VI benoemde hem in 1967 tot nuntius in Spanje.
In 1980 maakte paus Johannes Paulus II hem secretaris van de Congregatie voor de Goddelijke Eredienst en de Regeling van de Sacramenten. In 1984 volgde zijn benoeming tot pro-grootpenitentiarius. Tijdens het consistorie van 25 mei 1985 werd hij kardinaal gecreëerd. De San Pio V a Villa Carpegna werd zijn titeldiakonie. In 1985 werd hij, naast zijn functie bij de Apostolische Penitentiarie benoemd tot aartspriester van de Basiliek van Maria de Meerdere. In 1987 werd hij daarnaast president van het voorbereidingscomité voor het Mariajaar 1988.
Hij overleed in Rome en werd begraven in de familiekapel op de begraafplaats van Sezzadio.